# Stazione di Keikyū Tomioka
La stazione di Keikyū Tomioka (京急富岡駅?, Keikyū Tomioka-eki) è una stazione ferroviaria di Yokohama, città della prefettura di Kanagawa. Si trova nel quartiere di Kanazawa-ku, ed è servita dalla linea principale delle Ferrovie Keikyū.

## Linee
Ferrovie Keikyū
● Linea Keikyū principale

## Struttura
La stazione è costituita un marciapiede a isola e uno laterale, con tre binari passanti su viadotto. Il fabbricato viaggiatori si trova su una collina posta a est dei binari, e contiene biglietteria, servizi igienici e alcune attività commerciali.
| 1   | ● Linea Keikyū principale | per Kanazawa-Bunko, Yokosuka-Chūō, Uraga e Misaki-Sanguchi                                   |
| 2-3 | ● Linea Keikyū principale | per Yokohama, Keikyū Kawasaki, Keikyū Kamata,per Haneda Aeroporto, Shinagawa e linea Asakusa |

## Stazioni adiacenti
| «                       | Servizio                                      | »                       |
| Linea Keikyū principale | Linea Keikyū principale                       | Linea Keikyū principale |
| ----------------------- | --------------------------------------------- | ----------------------- |
| Sugita                  | Locale                                        | Nōkendai                |
| Transito                | Espresso Aeroporto                            | Transito                |
| Transito                | Espresso Limitato                             | Transito                |
| Transito                | Esp. Lim. Rapido verde Esp. Lim. Rapido viola | Transito                |
| Transito                | Keikyū Wing                                   | Transito                |